# الفضل المسترشد بالله
أمِيرُ اَلْمُؤْمِنِين وَخَلِيفَةُ المُسْلِمِين أبُو مَنْصُور الفَضْل المُسْتَرشِد بالله بن أحمَد المُسْتَظْهِر بن عَبد الله المُقْتَدي بن مُحَمَّد ذخيرةُ الدين بن عَبدُ الله القائم اَلْعَبَّاسِي اَلْهَاشِمِيِّ اَلْقُرَشِيِّ (485 - السَّابِع عَشَر من ذُو القعدة 529 هـ / 1092 - الثَّلاثُون من أُغُسْطُس 1135 م)، المعرُوف اختصارًا باسم المُسْتَرشِد أو المُسْتَرشِد بالله، هو الخليفة التَّاسِع والعُشْرُون من خُلفاء بَني العبَّاس.
بويع المُسْتَرشِد بالخلافة في اليوم الذي توفي فيه والده 16 ربيع الآخر سنة 513 هـ، استمر خليفة إلى أن استشهد في يوم الأحد 17 ذو القعدة سنة 529 هـ 30 أغسطس سنة 1135.

## نشأته
نشأ الخليفة المسترشد بالله نشأة دينية، وتتلمذ منذ صغره على نخبة من أرفع علماء بغداد، مثل أبي الحسن بن العلاف وأبي القاسم بن بيان، بالإضافة إلى مؤدبه أبي البركات بن السيبي، فأضحى أديبا متمكنا وخطيبا مفوها وعابدا زاهدا، وصفته كتب التاريخ بأنه «خليق للإمامة» وقلّ نظيره بين الأمراء.

## صفاته
كان ذا همة عالية وشهامة زائدة وكان مقداماً ذو رأي سديد وهيبة وبأس، شيد أركان الشريعة وطرز أكمامها كما قال السيوطي: قاد الحروب بنفسه وغزا عدة مرات ونصره الله على أعدائه أكثر من مرة. ويقول ابن السبكي أن مولانا المسترشد بالله العباسي كان في أول خلافته تنسك وانفرد بالعبادة، كان مليح الخط وشهامته أشهر من الشمس وكانت أيامه مكدرة مشوشة بالخارجين والحروب.

## من أقواله
تمتع بنثر جميل وشعر متين ومن أقواله في خطبة أحد الأعياد:
الله أكبر ما سبحت الأنواء وأشرق الضياء وطلعت ذكاء وعلت على الأرض السماء.
الله أكبر ما هجع سحاب ولمع سراب وأنجح طلاب وسر قادماً إياب.

## حكمه
بويع بالخلافة بعد وفاة والده وهو صغير السن، وعندما كبر وتولى مقاليد منصبه ملأ ربوع ملكه عدلا وإنصافا، وأمن الناس في عهده على أنفسهم وأموالهم وأعراضهم. يصفه المؤرخون بأنه كان شهما نبيلا ذا همة عالية، لا يكل من السهر على أمور الرعية ليل نهار إلا انه ورث دولة تعاني من كثرة المحاولات الانفصالية في الأقاليم البعيدة عن مركز الخلافة في بغداد.

## مقتله
وفي آخر حملة قادها خرج في 15 ألف فارس إلى همذان للإصلاح بين طلاب السلطة ومنهم مسعود بن محمد بن ملكشاه السلجوقي -والسلاجقة هم من الأقوام التركية-، وتروي كتب التاريخ حادثة مثيرة في هذه الحملة تبيّن مدى ورع وشجاعة المسترشد، إذ جاءه أن أحد المشاركين في الحملة ويعرف باسم "فارس الإسلام" قد رأى رسول الله صلى الله عليه وسلم في المنام، وأنه سأله عن مصير الجيش في حملته تلك فقال "مكسور مقهور". وبعد تردد وحيرة، عرض وزراء الخليفة الأمر عليه، وأشاروا بأن يعود بالجيش أدراجه إلى بغداد، إلا أن جوابه كان "ويكذّب رسول الله صلى الله عليه وسلم؟! لا والله ما بقي لنا رجعة، ويقضي الله ما يشاء. وبعد أيام التقى جيش الخليفة جيش ملكشاه الذي كان قد نجح باستمالة الترك في جيش الخليفة، الأمر الذي أضعف الموقف العسكري لجيش المسترشد، فلم يقو على مواجهة جيش ملكشاه، رغم الاستبسال الذي قاتل به الخليفة ورفاقه.
أسر المسترشد، وهاجت بغداد وماجت، ولبست مدن فارس السواد وخرج الناس حفاة عراة، وزلزلت بغداد كما قال ابن الجوزي: وكأنه غضب من الله فتحركت وجوه بغداد للصلح وحصل على أن يعود الخليفة لمقر عزه إلا أن مسعود غدر بمولانا وسلط عليه العسكر فقتلوه في يوم 16 ذو القعدة عام 529 هـ.
كان الخليفة قد نقل مع المقربين منه ومساعديه إلى معسكر للأسر في مدينة يقال لها مراغة (إيران) شمال غرب بلاد فارس، وعندها أرسل السلطان سنجر السلجوقي إلى ابن أخيه مسعود بن محمد ملكشاه يوبخه على انتهاك حرمة الخليفة وأسره، ويأمره بأن يطلقه وأن يضع نفسه رهن إشارته، إلا أن الخليفة اغتيل في خيمته بينما كان يقرأ القرآن بعد صلاة الظهر، إذ دخل عليه مجموعة من الرجال وقتلوه غيلة بالسكاكين.
وتختلف المصادر في حادثة الاغتيال، فهناك من يقول إن مسعودا تظاهر بإطاعة عمه وسلط عليه رهطا من أتباع طائفة الحشاشون ، وهناك من يقول إن سنجر نفسه كان راغبا في اغتيال الخليفة حيث كان السلاطين السلاجقة يتنافسون بشدة على الفوز بالسلطان.